# Рекнагель, Герман
Герман Рекнагель (нем. Hermann Recknagel; 18 июля 1892 — 23 января 1945) — немецкий офицер, участник Первой и Второй мировых войн, генерал пехоты, кавалер Рыцарского креста с Дубовыми листьями и Мечами.

## Первая мировая война
Поступил на военную службу в сентябре 1913 года, фанен-юнкером (кандидат в офицеры), в пехотный полк. 6 августа 1914 года произведён в звание лейтенант. Воевал на Западном и Восточном фронтах, несколько раз ранен. С апреля 1918 года — старший лейтенант. За время войны награждён Железными крестами обеих степеней и ещё двумя орденами.

## Между мировыми войнами
В 1919 году воевал в составе добровольческого корпуса «Меркер» (Freikorps Maercker) против отрядов «спартаковцев» (немецких коммунистов). С 1920 года — на службе в рейхсвере. К началу Второй мировой войны — командир пехотного полка, подполковник.

## Вторая мировая война
Участвовал в Польской и Французской кампаниях, командиром полка 18-й пехотной дивизии (с февраля 1940 — полковник). Получил планки к Железным крестам (повторное награждение), награждён Рыцарским крестом.
С 22 июня 1941 года участвовал в германо-советской войне. Бои в Белоруссии, затем в районе Волхова. С января 1942 года — командир 111-й пехотной дивизии, с марта 1942 года — генерал-майор. Бои на реке Донец, в районе Ростова, на Кубани. В феврале 1943 года награждён Золотым немецким крестом. С июня 1943 года — генерал-лейтенант. За бои в районе Таганрога награждён в ноябре 1943 года Дубовыми листьями к Рыцарскому кресту.
С ноября 1943 года — в резерве фюрера. С июня 1944 года — командующий 42-м армейским корпусом (в Польше), в звании генерал пехоты. В октябре 1944 года награждён Мечами (№ 104) к Рыцарскому кресту с Дубовыми листьями. 23 января 1945 года погиб в бою, выводя свой корпус из окружения.